# 쑤칭취안
쑤칭취안(중국어 정체자: 蘇清泉, 병음: Sū Qīngquán, 한자음: 소청천, 1957년 8월 5일 ~ )은 타이완의 정치인이다. 2012년 겸 2024년 비례대표의 입법위원으로 당선된다.